# Nowiny (Pomieczyńska Huta)
Nowiny (kaszb.Nowinë) – część wsi Pomieczyńska Huta w Polsce, położona w województwie pomorskim, w powiecie kartuskim, w gminie Kartuzy. 
W latach 1975–1998 Nowiny administracyjnie należały do województwa gdańskiego.